# 多眼齒鰩
多眼齒鰩（學名：Dentiraja polyommata），為軟骨魚綱鰩目鰩科齒鰩屬的一種，分布於西太平洋澳洲東部昆士蘭外海海域，深度135至400公尺，本魚體盤背面呈粉紅棕色至灰棕色，帶有不規則簇狀小而暗的白邊斑點。腹面蒼白，偶爾在嘴巴和中央圓盤周圍有暗斑，背鰭均勻地呈淡棕色，體盤呈四棱形，寬大於長，吻部短至中，尾巴中等長度，下垂，細長，側邊皮膚皺褶發達，頸刺小，眼眶中部通常無眶刺，體長可達36公分，棲息在大陸棚及大陸坡上層海域，為底棲性魚類，以硬骨魚及底棲無脊椎動物為食，肉食性，卵生，卵囊為長方形，有堅硬的角質觸角，生活習性不明。